# Руссинович, Марк
Марк Русси́нович (англ. Mark Russinovich; род. 22 декабря 1966, Саламанка, Кастилия и Леон, Испания) — американский программист и писатель, специалист по внутреннему устройству операционной системы Microsoft Windows. Является постоянным автором журнала «Windows IT Pro/RE» (который раньше назывался «Windows NT Magazine») и одним из соавторов четвёртого издания книги «Внутри Windows 2000». Также он известен тем, что написал драйвер файловой системы NTFS под DOS.
Часто работает в сотрудничестве с Дэвидом Соломоном для сайта sysinternals.com. Часть его программ распространяется на коммерческой основе компанией Winternals Software.
В 1996 году Руссинович обнаружил, что разница между настольными и серверными версиями Windows NT заключается в двух записях в системном реестре.
18 июля 2006 года Руссинович объявил в своём блоге о том, что Microsoft купила Winternals Software, а сам он поступает на службу в их подразделение платформ и служб.
Вскрыл факт присутствия и незаконной установки руткита в операционную систему типа Windows на лицензионных компакт-дисках Sony.
Марк Руссинович получил степени бакалавра и доктора в области вычислительной техники в университете Карнеги-Меллона. Вместе с Дэвидом Соломоном выпустил седьмое издание своей книги под названием «Windows Internals, 7th Edition, Part 1: System architecture, processes, threads, memory management, and more»  (ISBN 9780735684188).